# Il codice del boss
Il codice del boss è stato un programma televisivo italiano, andato in onda per due edizioni tra il 2021 e il 2022 su DMAX con la conduzione di Daniele Bossari.

## Il programma
Il programma era un viaggio tra i misteri legati alla storia dell'Italia.
Il conduttore accompagnava gli spettatori a Roma, Pompei e Venezia, nel tentativo di portare luce ad alcuni interrogativi irrisolti dell'antichità.